# Русская улица (Новосибирск)
Ру́сская улица — улица в Советском районе Новосибирска (микрорайон Шлюз). Начинается от кругового перекрёстка, соединяющего Русскую улицу со Шлюзовой улицей и мостом через шлюз, заканчивается, образуя перекрёсток с Бердским шоссе и Бердским тупиком. К Русской улице примыкают улицы Тихая и Тружеников.

## История
Название улицы появилось до Октябрьской революции, когда на этом месте существовала деревня Правые Чёмы. В советский период улица была переименована в честь Владимира Ленина, но в 1958 году ей вернули название.
В 2013 году на участке между Русской улицей и Обским водохранилищем началось возведение многоэтажного жилого комплекса, строительство которого вызвало недовольство у некоторых жителей микрорайона Шлюз, в связи с чем на улице (вдоль проезжей части) была проведена акция протеста.
В 2014 году между Бердским шоссе и Русской улицей открылась новая Т-образная развязка.

## Достопримечательности
К улице примыкает аллея Памяти павших воинов-сибиряков. Также на улице между несколькими жилыми домами и проезжей частью расположена небольшая заболоченная территория с прудом, где обитают прилетающие на зимовье кряквы. Пруд облагораживают и охраняют от вандализма местные активисты.

## Научные организации
- НИИ автоматизированных систем планирования и управления;
- Конструкторско-технологический институт научного приборостроения
- Конструкторско-технологический институт монокристаллов СО РАН

## Храмы
В 2001 году на улице была открыта Церковь Благовещения Пресвятой Богородицы.

## Образование
- Высший колледж информатики НГУ

## Здравоохранение
- Консультативно-диагностическая поликлиника №2

## Культурно-досуговые учреждения
- Маяк, дом молодежи;
- Маяк, кинотеатр.

## Торговые организации
- Торговый центр «Гигант»;
- Торговый центр «Маяк»;
- Супермаркет «Сибириада» (более не существует, в настоящее время там расположен "Фермер-центр");
- Минимаркет «Яблоко» (более не существует).

## Транспорт
По улице курсируют автобусы (№ 23, № 36, № 52) и маршрутное такси (№ 43. Имеются три остановки наземного транспорта: «Шлюз», «Дом молодёжи Маяк», «Высший колледж информатики».